# پادشاه گیونگدوک
پادشاه گیونگدوک ( ۷۴۲ میلادی تا ۷۶۵ میلادی ) سی و پنجمین شاه شیلا بود.
وی به رواج دین بودایی در شیلا کمک کرد و معبدی به نام بولگوکسا در یک غار ساخت. وی در سال ۷۶۵ و بعد از ۲۲ سال حکومت به دلیل بیماری از دنیا رفت.
شاه گیونگدوک بیشتر به خاطر پروژه های معماری متعددی که در زمان سلطنت او آغاز شد، شناخته شده است. برجسته‌ترین آنها زنگ الهی پادشاه سونگدوک است که او را به نام پدرش نامگذاری کرد.ساخت و ساز در سال 742 آغاز شد و در طول سلطنت پادشاه هیوسونگ به پایان رسید.
مقبره پادشاه سونگدوک نیز توسط شاه گیونگدوک در راستای سبک‌های استوپای بزرگ سانچی و بهارهوت استوپا تکمیل شد.
معماری بودایی نیز مورد حمایت زیادی از سوی پادشاه گیونگدوک قرار گرفت. ساخت و ساز سوکگورام نیز در زمان سلطنت وی به ریاست نخست وزیر کیم ته‌سونگ در سال 751 آغاز شد که بر ساخت معبد بولگوکسا و بتکده دابوتاپ نیز نظارت داشت که ساخت آن در همان سال آغاز شد.
پادشاه گیونگدوک تلاش کرد کره را از طریق سازماندهی کنوانسیون های نامگذاری دولتی و پست متمرکز کند. پادشاه تلاش کرد تا یک سیستم دولتی شبیه به سیستم حکومتی چینی ایجاد کند، که در آن مناطق توسط مقامات منصوب دربار به جای اشراف محلی اداره می شدند. استاندارد سازی کنوانسیون‌های نام‌گذاری در سطوح مختلف در طول سلطنت پادشاه گیونگ دئوک اتفاق افتاد. دفاتر کلاس گونگ‌بانگ یا صنعتگران با استفاده از پسوند «بنگ» از «جون» در طول سلطنت او تغییر نام دادند مکان ها نیز در زمان وی استاندارد شده بودند.